# Physalis lobata
Physalis lobata är en potatisväxtart som beskrevs av John Torrey. Physalis lobata ingår i släktet lyktörter, och familjen potatisväxter. Inga underarter finns listade i Catalogue of Life.

## Bildgalleri

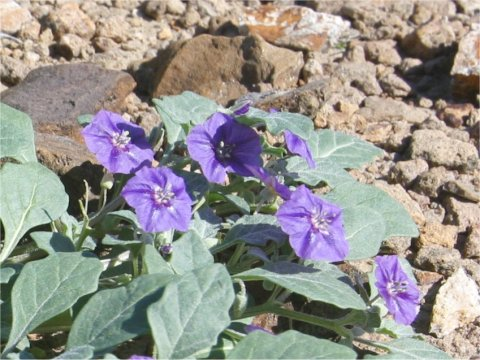